# Kelli McCarty
Kelli McCarty (Liberal, 6 settembre 1969) è una modella e attrice statunitense, eletta nel 1991 Miss USA.

## Biografia
McCarty vince il concorso Miss USA nel 1991, in quanto Miss Kansas, segnando la prima volta in cui il Kansas porta a casa la vittoria. In seguito nello stesso anno, Kelly McCarty sarà anche finalista a Miss Universo 1991.
A metà anni novanta McCarty inizia a lavorare come attrice, interpretando il ruolo di Beth Wallace nella soap opera Passions dal 1999 al 2006. L'ex Miss USA appare anche in un ruolo ricorrente in Even Stevens e come guest star in Dream On, Beverly Hills 90210, Melrose Place, Phil dal futuro, Raven e Beyond the Break - Vite sull'onda.
Kelli McCarty compare anche in alcune produzioni per adulti softcore nel corso della sua carriera. Nel 2008 ha firmato un contratto con la Vivid Entertainment, con cui ha recitato nel suo primo film pornografico intitolato Faithless commercializzato dal 4 febbraio 2009. Per il film, Kelly McKarty ha avuto una nomination come miglior attrice agli AVN Award.